# Geoffrey Cantor
Geoffrey Paul Cantor (California, ...) è un attore statunitense.

## Biografia
Nato in una base dell'aeronautica militare in California. Quando suo padre, capitano dell'aeronautica militare e chirurgo di volo, terminò il suo servizio, la sua famiglia si trasferì a Filadelfia. Successivamente si trasferirono altre volte (Newton Center, Massachusetts e Cherry Hill, New Jersey) mentre suo padre completava il suo tirocinio e si stabiliva nella contea di Bergen. Suo padre era (ed è tuttora) coinvolto nel teatro comunitario e sua madre è una pittrice. Entrambi amavano le arti e questo portò anche all'apprezzamento di Cantor, in particolare il teatro. "Eravamo un popolo ebraico progressista, liberale. Sono cresciuto in un'epoca in cui eravamo un po' all'avanguardia." Cantor si è diplomato alla Pascack Hills High School.
Mentre frequentava l'Amherst College, arrivò a scoprire che la recitazione era la forma d'arte più gratificante e intrigante, in particolare il teatro britannico che trovava di maggior ispirazione. Cantor si è laureato magna cum laude in teatro all'Amherst College e ha approfondito la sua formazione in recitazione presso l'Eugene O'Neill Theatre Centre e poi presso la Royal Central School of Speech and Drama di Londra.
Ha fatto il suo debutto nella serie Night Network prima di apparire in una varietà di serie televisive come The $treet , The Kill Point, La valle dei pini, Life on Mars, Law & Order: Criminal Intent, Deception House of Cards. Dal 2015 al 2018 interpreta Mitchell Ellison nella serie Daredevil, caporedattore del New York Bulletin. Appassionato di fumetti, Cantor pensa che la sua conoscenza di Daredevil possa averlo aiutato a ottenere il ruolo. Nonostante questo trovò il suo lavoro in Daredevil uguale a qualsiasi altro suo lavoro: "Daredevil è avvenuto mentre stavo per fare uno spettacolo teatrale. Per me non c'è una reale differenza tra il nucleo del lavoro. La vera differenza è l'esperienza finale".
Ha anche doppiato Beverly Felton nel videogioco del 2013 Grand Theft Auto V.

## Filmografia parziale

### Cinema
- La scandalosa vita di Bettie Page (The Notorious Bettie Page), regia di Mary Harron (2005)
- Suburban Girl, regia di Mark Klein (2007)
- Lui, lei e Babydog (Heavy Petting), regia di Marcel Sarmiento (2007)
- Nemico pubblico - Public Enemies (Public Enemies), regia di Michael Mann (2009)
- La fontana dell'amore (When in Rome), regia di Mark Steven Johnson (2010)
- Fair Game - Caccia alla spia (Fair Game), regia di Doug Liman (2010)
- 40 carati (Man on a Ledge), regia di Asger Leth (2012)
- Men in Black 3, regia di Barry Sonnenfeld (2012)
- Tentazioni (ir)resistibili (Thanks for Sharing), regia di Stuart Blumberg (2012)
- Bird People, regia di Pascale Ferran (2014)
- 7 giorni per cambiare (The Longest Week), regia di Peter Glanz (2014)
- Ave, Cesare! (Hail, Caesar!), regia di Joel e Ethan Coen (2016)
- An American Pickle, regia di Brandon Trost (2020)

### Televisione
- Law & Order - I due volti della giustizia (Law & Order) – serie TV, 4 episodi (1997-2008)
- The $treet – serie TV, 4 episodi (2000-2001)
- Squadra emergenza (Third Watch) – serie TV, un episodio (2001)
- Law & Order: Criminal Intent – serie TV, 4 episodi (2002-2011)
- Ed – serie TV, 2 episodi (2002-2003)
- Law & Order - Il verdetto (Law & Order: Trial by Jury) – serie TV, un episodio (2005)
- I Soprano (The Sopranos) – serie TV, un episodio (2007)
- The Kill Point – serie TV, 8 episodi (2007)
- La valle dei pini (All My Children) – serie TV, 3 episodi (2007-2008)
- Sentieri (Guiding Light) – serie TV, un episodio (2008)
- Brotherhood - Legami di sangue (Brotherhood) – serie TV, un episodio (2008)
- Life on Mars – serie TV, un episodio (2009)
- Mercy – serie TV, un episodio (2009)
- Bored to Death - Investigatore per noia (Bored to Death) – serie TV, un episodio (2009)
- Law & Order - Unità vittime speciali (Law & Order: Special Victims Unit) – serie TV, 3 episodi (2009-2013)
- Pan Am – serie TV, un episodio (2011)
- Smash – serie TV, un episodio (2012)
- The Big C – serie TV, un episodio (2012)
- Damages – serie TV, 2 episodi (2012)
- Person of Interest – serie TV, un episodio (2012)
- Deception – serie TV, 5 episodi (2013)
- Zero Hour – serie TV, un episodio (2013)
- The Americans – serie TV, un episodio (2014)
- The Following – serie TV, un episodio (2014)
- Believe – serie TV, 2 episodi (2014)
- Forever – serie TV, un episodio (2014)
- The Blacklist – serie TV, 3 episodi (2014-2015)
- House of Cards - Gli intrighi del potere (House of Cards) – serie TV, 2 episodi (2014-2016)
- Elementary – serie TV, un episodio (2015)
- Daredevil – serie TV, 16 episodi (2015-2018)
- Feed the Beast – serie TV, 5 episodi (2016)
- Madam Secretary – serie TV, un episodio (2016)
- The Wizard of Lies, regia di Barry Levinson – film TV (2017)
- The Punisher – serie TV, 2 episodi (2017)
- The Tick – serie TV, un episodio (2018)
- Maniac – serie TV, 4 episodi (2018)
- The Deuce - La via del porno (The Deuce) – serie TV, un episodio (2019)
- The Resident – serie TV, 3 episodi (2019-2020)
- Fondazione (Foundation) – serie TV, 3 episodio (2021)
- Blue Bloods - serie TV, episodio 12x14 (2022)
- Shelter (Harlan Coben's Shelter) – serie TV, 2 episodi (2023)

## Doppiatori italiani
Nelle versioni in italiano delle opere in cui ha recitato, Geoffrey Cantor è stato doppiato da:
- Andrea Lavagnino in 40 carati, Ave, Cesare!, Bull
- Roberto Certomà in Law & Order - I due volti della giustizia (ep. 7x23), Blue Bloods
- Mauro Gravina in La fontana dell'amore, Elementary
- Carlo Cosolo in Daredevil, The Punisher
- Sergio Lucchetti in Law & Order - I due volti della giustizia (ep. 19x07)
- Danilo Bruni in Law & Order: Criminal Intent (ep. 2x03, 3x13)
- Paolo Sesana in Law & Order: Criminal Intent (ep. 6x21)
- Domenico Brioschi in Law & Order: Criminal Intent (ep. 10x06)
- Nanni Baldini ne I Soprano
- Mario Zucca in Brotherhood - Legami di sangue
- Vladimiro Conti in Damages
- Ambrogio Colombo in Person of Interest
- Giorgio Locuratolo in Believe
- Gianluca Machelli in The Blacklist
- Alberto Caneva in House of Cards - Gli intrighi del potere
- Luca Sandri in Feed the Beast
- Luca Graziani in The Tick
- Gaetano Lizzio in The Resident
- Michele Mancuso in An American Pickle
- Massimo Bitossi in Fondazione
- Daniele Valenti in Zero Day